# Скло (фільм)

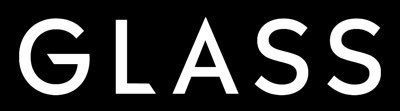
Glass logo.

«Скло» (англ. Glass) — американський трилер режисера М. Найта Ш'ямалана. У головних ролях Брюс Вілліс, Джеймс МакЕвой та Семюел Л. Джексон.
Хоча інтерес до створення продовження «Невразливого» і був після прем'єри у 2000, проте Touchstone Pictures вирішили не фінансувати його, попри солідний касовий прибуток від фільму. Ш'ямалан пішов писати «Спліт», використовуючи персонажа, якого він придумав ще за часів роботи над «Невразливим». Проте автор не вписував його у фінальний сценарій через проблеми з балансом. Ш'ямалан зрозумів, що у нього є можливість створити трилогію. Аби це зробити, йому довелося отримати права на використання «Невразливого» персонажа Вілліса у студії Disney з обіцянкою включити їх у виробництво і розповсюдження третього фільму разом із Universal Pictures. «Спліт» був успішним і касово, і за відгуками критиків; тож у квітні 2017 року Ш'ямалан оголосив, що почав процес виробництва триквела під назвою «Скло».
Прем'єра в Україні відбулася на 17 січня 2019 року.

## Сюжет
Продовження історії про злочинця з множинним розладом особистості. Згідно з опублікованим синопсисом, цього разу «Містер Скло» — терорист з інвалідністю;— стикається зі своїми старими ворогами: Кейсі Кук і супергероєм Девідом Даном.

## У ролях
| Актор              | Роль                                                                                |
| ------------------ | ----------------------------------------------------------------------------------- |
| Джеймс Мак-Евой    | Кевін Венделл Крамб Звір Патріція Деніс Хедвіг Баррі Джейд Орвелл Генріх Люк Норман |
| Брюс Вілліс        | Девід Данн / Спостерігач                                                            |
| Семюел Л. Джексон  | Елайджа Прайс / Містер Скло                                                         |
| Сара Полсон        | Доктор Еллі Степл                                                                   |
| Аня Тейлор-Джой    | Кейсі Кук                                                                           |
| Люсі Фрай          | Тікка                                                                               |
| Спенсер Тріт Кларк | Джозеф Данн                                                                         |
| Чарлейн Вудард     | Мати Елайджі                                                                        |
| Колін Кемпбелл     | студент вищої школи                                                                 |
| Діана Сільверс     | чирлідерка                                                                          |

## Виробництво

### Розвиток
Після виходу фільму Невразливий 2000 року, почали поширюватися чутки про можливі сиквели у різних інтерв'ю й у фільмах. 2000 року Брюс Вілліс сподівається на трилогію Невразливого.
У грудні 2000 року режисер і сценарист М. Найт Ш'ямалан спростував чутки про те, що він написав Невразливого у якості першої частини трилогії, заявивши, що він навіть не думав про це.
У серпні 2001 року Ш'ямалан заявив, що через успішність продажів DVD він підійшов до Touchstone Pictures з ідеєю сиквлеу Невразливого, студія спочатку відмовилася через касовий провал фільму.
У вересневій статті 2008 року Ш'ямалан і Семюел л. Джексон сказали, що коли фільм знімався, було якесь обговорення сиквела;— але що він помер через низькі касові збори першої частини. Джексон сказав, що він все ще зацікавлений у продовженні, але Ш'ямалан — ні.
У лютому 2010 року Вілліс сказав, що Ш'ямалан «все ще думає про те, щоб зробити фільм про битву між мною та Семом, у якому ми збираємося знятися», і заявив, що буде чекати поки Джексон також зможе брати участь, тоді і він буде готовий до зйомок".
Ш'ямалан продовжував працювати над іншими фільмами після Невразливого, і у 2016 році він випустив фільм Спліт, головним антагоністом якого став Кевін Венделл Крамб у виконанні Джеймса Мак-Евоя. Персонаж;— це людина, яка страждає диссоціативним розладом особистості, що впливає на хімію його тіла, адаптуючи манери кожного з окремих персонажів. Однією з таких особистостей є «Звір», який змушує тіло Крамба переходити у дикий надлюдський стан, з бажанням харчуватися тими, у кого в житті не було травматичних ситуації — тих, кого він не вважає «зломленими». Крамб був написаний в сценарії для Невразливого, але Ш'ямалан відчував, що є проблеми з його уведенням у фільм, і видалив його з історії; але сцени з ним були переписані у сценарцій фільму Спліт, який показав персонажа Крамба.
Фінальна сцена для Split включає появу Девіда Данна, якого грає Вілліс. Ш'ямалан включив Данна тут, щоб зв'язати Спліт з Невразливим. Данн дізнавшись про втечу «звіра», розуміючи, що у світі є інші надлюди, як передбачив Містер Скло (Джексон). Включивши цю сцену, він зрозумів, що може бути можливість завершення трилогії фільмів. Ш'ямалан заявив: «Я сподіваюся, що відбудеться триквел фільму Невразливий.» Фільм Невразливий був знятий під Touchstone Pictures, дочірньою компанією Walt Disney Studios, в той час як Спліт був знятий студією Universal Pictures. Ш'ямалан повинен був отримати дозвіл Діснея на повторне використання Данна. Отже Ш'ямалан зустрівся з Шоном Бейлі, президентом студії Волта Діснея, з приводу використання персонажа; вони прийшли до джентльменської угоди, де Бейлі погодився дозволити використання персонажа у фільмі без комісії, і Ш'ямалан пообіцяв, що Дісней буде брати участь у продовженні, якщо воно буде розроблено.
Спліт зустріли критичним і фінансовим успіхом, і у лютому 2017 року Ш'ямалан підтвердив, що його наступний фільм стане третьою роботою в трилогії зв'язаних фільмів з подією потягу Eastrail 177. Ш'ямалан закінчив сценарій до квітня 2017 року, оголосивши, що третій фільм називатиметься Glass і з цільовою датою випуску 18 січня 2019 року.
Universal Studios буде поширювати фільм у Північній Америці, а Walt Disney Studios Motion Pictures займеться розповсюдженням фільму на міжнародному рівні через свій міжнародний Лейбл Buena Vista.

### Каст акторів
У акторський склад увійшли колишні актори з обох фільмів: Брюс Вілліс, Семюел Л. Джексон, Спенсер Тріт Кларк і Шарлейн Вудард з Невразливого, та Джеймс Мак-Евой і Аня Тейлор-Джой з Спліту всі повторять свої відповідні ролі у Склі. Сара Полсон також приєдналася до акторського складу, у ролі нового персонажа. У листопаді 2017 року Адам Девід Томпсон приєднався до акторського складу у нерозкритій ролі.

### Знімання
Основне знімання фільму почали 2 жовтня 2017 року, у Філадельфії, після тижнів репетицій. У цей період Ш'ямалан планував 39-денну зйомку. На 31 жовтня 2017 року, повідомлялося, що Ш'ямалан знімав фільм у Державній Лікарні Аллентаун і знімання проходило там впродовж декількох тижнів. 12 грудня Ш'ямалан заявив, що у січні 2018 року заплановано зняти 4 сцени, і сказав, що для цього йому доведеться вирушити в подорож. 16 лютого 2018 року сцена була знята в Bryn Mawr College у спортивному центрі.

## Рекламна кампанія
- 29 червня 2018 року був опублікований перший тизер-постер фільму, самим М. Найтом Ш'ямаланом, у його твіттері.[27][28]
- 12 липня були опубліковані перші офіційні фотографії з виробництва, у тому числі знімки Семюеля Л. Джексона, Сари Полсон і Джеймса Мак-Евоя.[29]
- 20 липня вийшов перший офіційний трейлер на Youtube.[30] 21 липня вийшов перший трейлеру в українському дубляжі.[31]
- 30 липня у мережі з'явився перший локалізований українською постер.[32]